# João Furtado de Mendonça
João Furtado de Mendonça foi um administrador colonial português que exerceu o cargo de Capitão-General  na Capitania-Geral do Reino de Angola, entre 1594 e 1602, foi antecedido no cargo por Jerónimo de Almeida.
Foi sucedido no cargo por João Rodrigues Coutinho. 
João Furtado de Mendonça foi um governante da capitania do Rio de Janeiro entre 1682 e 1686 e entre 1686 e 1689.